# Người Bashkir
Người Bashkir (/ˈbɑːʃkɪərz/; tiếng Bashkir: Башҡорттар, Başqorttar, /bɑʂqʊrtˈtɑr/; tiếng Nga: Башкиры, Baškiry; phát âm [bɐʂˈkʲirɨ]) là một dân tộc Turk bản địa ở Bashkortostan và khu vực lịch sử Badzhgard, mở rộng đến cả hai mặt của dãy núi Ural, trong khu vực nơi Đông Âu gặp Bắc Á. Các cộng đồng nhỏ hơn của người Bashkir cũng sống ở Cộng hòa Tatarstan, Perm Krai, Chelyabinsk, Orenburg, Tyumen, Sverdlovsk, Kurgan Oblast và các khu vực khác của Nga, cũng như ở Kazakhstan và các quốc gia khác.
Dân số Bashkir ước tính có khoảng 2 triệu người, trong đó khoảng 1,4 triệu người nói tiếng Bashkir. Cuộc điều tra dân số Nga năm 2002 đã ghi nhận 1,38 triệu người nói tiếng Bashkir tại Liên bang Nga. Hầu hết Người Bashkir là song ngữ ở Bashkir và tiếng Nga. Cuộc điều tra dân số năm 2010 đã ghi nhận 1.172.287 người Nga Bashkir (29,5% tổng dân số Bashkortostan).
Theo Joshua Project năm 2019 tổng dân số người Bashkir là 1,7 triệu, cư trú chủ yếu tại 8 nước thuộc Liên Xô cũ.
Hầu hết người Bashkir đều nói tiếng Bashkir, một ngôn ngữ có liên quan chặt chẽ với các ngôn ngữ Tatar và Kazakhstan thuộc nhánh Kipchak của Ngữ hệ Turk và chia sẻ mối quan hệ văn hóa với các dân tộc Turkic rộng lớn hơn. Trong tôn giáo, người Bashkir chủ yếu theo Hồi giáo Sunni của Hanafi madhhab.

## Văn hóa
Người Bashkir chủ yếu là người Sunni, từ trường luật Hanafite (madhhab). Họ luôn thực hành nông nghiệp, chăn nuôi và nuôi ong. Bachkir bán du mục lang thang trên núi hoặc thảo nguyên và chăn gia súc.